# Чарівний горіх японський
Чарівний горіх японський, або гамамеліс японський (Hamamelis japonica) — вид квіткових рослин родини чарівногоріхових (Hamamelidaceae), що походить з Японії, але також широко культивується в інших місцях з помірним кліматом. Горизонтально розлогий, витривалий листопадний кущ або невелике дерево, він відомий завдяки дуже ранньому жовтому цвітові з делікатним ароматом, який вкриває його голі гілки від глибокої зими до ранньої весни (зазвичай у січні та лютому). Навесні розпускається зелене листя, яке в сприятливих місцях жовтіє, перш ніж опадати восени.
H. japonica є одним із вихідних видів гібриду Hamamelis × intermedia, (іншим батьківським компонентом є Hamamelis mollis), надзвичайно популярного та широко розповсюдженого садового чагарника, відзначеного нагородами.

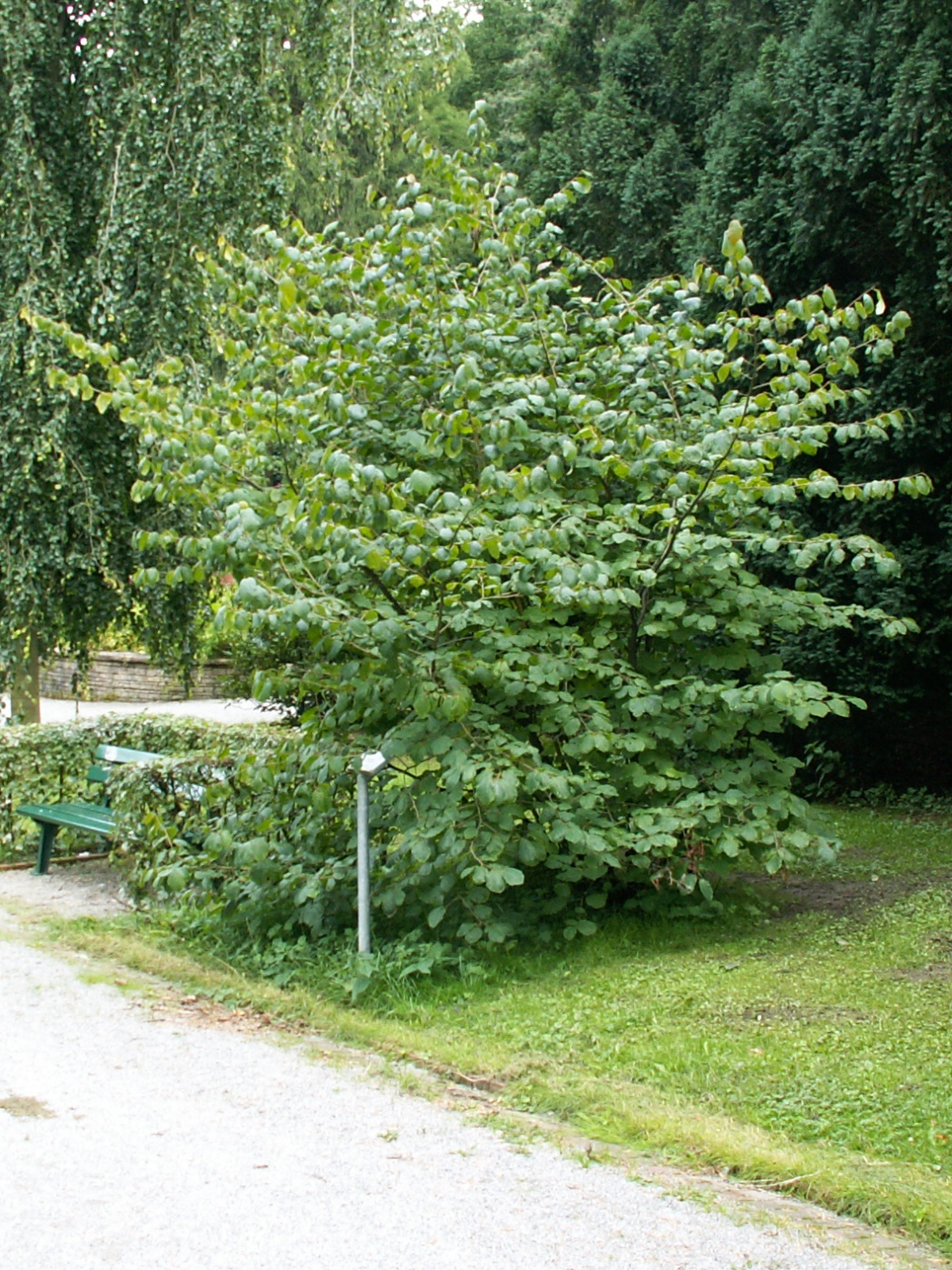
Кущ влітку